# Chris Killen
Christopher John Killen (Wellington, 8 ottobre 1981) è un ex calciatore neozelandese, di ruolo attaccante.
È uno dei più rappresentativi giocatori della nazionale neozelandese.

## Palmarès

### Club
- First Division: 1

Manchester City: 2001-2002
- Scottish League Cup: 1

Hibernian: 2006-2007
- Campionato scozzese: 1

Celtic: 2007-2008

### Nazionale
- Coppa d'Oceania: 2

2002, 2008